# Ammunition (EP)
| Críticas profissionais | Críticas profissionais |
| Avaliações da crítica  | Avaliações da crítica  |
| Fonte                  | Avaliação              |
| ---------------------- | ---------------------- |
| HipHopDX               | [ 1 ]                  |
| XXL                    | (XL)                   |

Ammunition é um EP do rapper estadunidense Chamillionaire. Foi lançado em 20 de março de 2012 pela Chamillitary Entertainment. Ammunition é o primeiro grande lançamento fonográfico de Chamillionaire desde o seu segundo álbum de estúdio, Ultimate Victory. Ele trabalhou na produção do EP juntamente com The Beat Bullies e CyFyre, entre outros, e suas canções contaram com a colaboração de Angel, Saigon e Marcus Manchild. O álbum recebeu inúmeras críticas positivas de especialistas na área musical.

## Faixas
| Versão digital |                          |                      |                              |         |  |
| N.º            | Título                   | Compositor(es)       | Participação especial        | Duração |  |
| 1.             | "Your Connect"           | Cy Fyre              |                              | 1:17    |  |
| 2.             | "Running Laps"           | Cy Fyre              |                              | 4:35    |  |
| 3.             | "Let's Get Tha"          | CarM.I.L.            |                              | 3:41    |  |
| 4.             | "All Mine"               | DJ Rapid Ric         |                              | 3:26    |  |
| 5.             | "On My Way"              | The Beat Bullies     | Lee-Lonn                     | 4:40    |  |
| 6.             | "You Gon Learn"          | Sweatbox Productions | Saigon                       | 4:21    |  |
| 7.             | "Let's Get That (Remix)" | CarM.I.L.            | Doughbeezy & Marcus Manchild | 4:17    |  |
| 8.             | "Won't Change"           | Vman Productions     | Tami LaTrell                 | 4:24    |  |
| 9.             | "Never Enough"           | Tyler Keyes          | Angel                        | 4:15    |  |

| Versão física (CD) |                                 |                      |                       |         |  |
| N.º                | Título                          | Compositor(es)       | Participação especial | Duração |  |
| 1.                 | "Your Connect"                  | Cy Fyre              |                       | 1:17    |  |
| 2.                 | "Running Laps"                  | Cy Fyre              |                       | 4:35    |  |
| 3.                 | "You Gon Learn (Early Service)" | Sweatbox Productions | Saigon                | 4:18    |  |
| 4.                 | "All Mine"                      | DJ Rapid Ric         |                       | 3:26    |  |
| 5.                 | "On My Way"                     | The Beat Bullies     | Lee-Lonn              | 4:40    |  |
| 6.                 | "Let's Get That"                | CarM.I.L.            |                       | 3:41    |  |
| 7.                 | "Won't Change"                  | Vman Productions     | Tami LaTrell          | 4:24    |  |
| 8.                 | "You Gon Learn (Late Service)"  | Sweatbox Productions |                       | 2:38    |  |
| 9.                 | "Never Enough"                  | Tyler Keyes          | Angel                 | 4:15    |  |